# کلود کولت
کلود کولت (فرانسوی: Claude Colette‎; ۴ مهٔ ۱۹۲۹ – ۲۰ سپتامبر ۱۹۹۰) دوچرخه‌سوار اهل فرانسه بود.